# Cryptomyzus galeopsidis
Cryptomyzus galeopsidis är en insektsart som först beskrevs av Johann Heinrich Kaltenbach 1843.  Cryptomyzus galeopsidis ingår i släktet Cryptomyzus och familjen långrörsbladlöss. Arten är reproducerande i Sverige.

## Underarter
Arten delas in i följande underarter:
- C. g. galeopsidis
- C. g. dickeri
- C. g. citrinus